# Dolohmwar
Dolohmwar o Monte Dolohmwar (en inglés: Mount Dolohmwar) también llamado a veces Totolom es el punto más alto de los Estados Federados de Micronesia, al norte de Oceanía. Elevándose hasta una altitud de 791 metros (2595 pies) sobre el nivel del mar. Dolohmwar se encuentra en la isla y el estado de Pohnpei.